# XIII Liceum Ogólnokształcące im. Bohaterów Westerplatte w Krakowie
XIII Liceum Ogólnokształcące im. Bohaterów Westerplatte – publiczne liceum ogólnokształcące znajdujące się w Krakowie, w dzielnicy II Grzegórzki przy ulicy Sądowej 4, na Grzegórzkach.

## Historia
XIII Liceum Ogólnokształcące początkowo mieściło się przy ul. Westerplatte w pałacyku, który pierwotnie należał do krakowskiego radnego, a zarazem fotografa Walerego Rzewuskiego. Pałacyk ten został zaprojektowany przez krakowskiego architekta Feliksa Księżarczyka. Po śmierci właściciela budynek stał się własnością Arcybractwa Miłosierdzia, a po 1945 roku został przekazany przez ówczesne władzę Krakowa na cele oświatowe. Początkowo mieściła się tam Szkoła Podstawowa nr 5.
Liceum rozpoczęło swoją działalność od września 1957 roku. Pierwszym dyrektorem szkoły był mgr Andrzej Schabowski. Pierwszy w szkole egzamin maturalny odbył się po 4 latach nauki w 1961 roku. W 1964 roku rozpoczęto prace nad przygotowaniem uroczystości nadania imienia szkole. Na patrona szkoły zostali wybrani Bohaterowie Westerplatte. Nadanie imienia nastąpiło 9 maja 1965. Aktu wręczenia sztandaru dokonał uczestnik walk na Westerplatte por. Leon Pająk, a uroczystość odbyła się w Teatrze im. J. Słowackiego. W uroczystościach wzięli udział przedstawiciele władz partyjnych w osobie Czesława Domagały, oraz przedstawiciele władz miejskich. Oprawę artystyczną uroczystości opracowali uczniowie szkoły pod kierownictwem swoich nauczycieli w tym prof. Marii Arbaszewskiej, Doroty Franaszek, Marii Serafińskiej, Jadwigi Biel, Zofii Ostrowskiej oraz Tadeusza Palczyńskiego.
W sierpniu 1971 roku z powodu konieczności remontu dotychczasowego budynku szkoły placówkę podzielono, a uczniów rozdysponowano pomiędzy innymi szkołami: pierwsze i drugie klasy przeniesiono do VI LO przy ul. Skałecznej, natomiast klasy trzecie i czwarte przeniesiono do nowego budynku przy ulicy Sądowej 4, gdzie od roku istniało XVI LO pod kierownictwem mgr Bernarda Strumidły. Podjęto decyzję o połączeniu XIII LO z XVI LO – szkoła przy ulicy Sądowej przejęła tradycje i sztandar „Trzynastki”. W pierwszym zainaugurowanym roku szkolnym uczęszczało do nowego budynku szkoły 1400 uczniów w 44 klasach.
W 1990 roku powołano do życia ogólnopolski Klub Szkół Westerplatte, XIII LO było jednym z członków założycieli tej organizacji. W 2000 roku z inicjatywy przewodniczącego Rady Rodziców XIII LO – Kazimierza Laszczaka rodzice ufundowali szkole nowy sztandar. Aktu poświęcenia dokonał ks. Bronisław Fidelus w kościele Mariackim, a uroczystość wręczenia sztandaru odbyła się w Barbakanie.

## Dyrekcja szkoły
Opracowano na podstawie materiału źródłowego.
| Dyrektor                 | Lata urzędowania |
| ------------------------ | ---------------- |
| Andrzej Schabowski       | 1957–1970        |
| Wiesław Polmiński        | 1970–1971        |
| Bernard Strudmidło       | 1971–1982        |
| Edward Serwa             | 1982–1986        |
| Stanisław Jórasz         | 1986–2007        |
| Iwona Cieślak-Prochownik | 2007–2022        |
| Jerzy Niedenthal         | od 2022          |

## Znane postacie związane ze szkołą

### Uczniowie
- Piotr M. Boroń – działacz niepodległościowy, związkowy i społeczny,
- Adam Grobler – filozof,
- Stanisław Żółtek – polski polityk i przedsiębiorca.

### Nauczyciele
- Maria Sierotwińska-Rewicka – polonistka, działaczka polityczna NSZZ „Solidarność”[2].